# Magnus Wallerå
Magnus Wallerå, tidigare Börjesson, född 16 augusti 1967, är en svensk ämbetsman och politiker. 
Magnus Wallerå är sedan 1 november 2023 generaldirektör för Myndigheten för Yrkeshögskolan. 
Han har tidigare bland annat varit statssekreterare och chef vid Centerpartiets samordningskansli i Statsrådsberedningen och vice ordförande för Sveriges Förenade Studentkårer, SFS.